# اولولای
اولولای (به ایتالیایی: Ollolai) یک کومونه در ایتالیا است که در استان نیورو واقع شده‌است. اولولای ۲۷٫۳۴ کیلومتر مربع مساحت و ۱٬۵۷۹ نفر جمعیت دارد و ۹۷۰ متر بالاتر از سطح دریا واقع شده‌است.